# The Iron Ladies
The Iron Ladies (en tailandés: สตรีเหล็ก, Satree lek) es una película de comedia tailandesa estrenada el 8 de marzo de 2000. La película narra la historia verídica de un equipo de balonvolea compuesto en su mayoría por travestís, transexuales y homosexuales. Fue dirigida por Youngyooth Thongkonthun y escrita por Visuttchai Boonyakarnjawa y Jira Maligool.
La película fue un éxito en Tailandia, así como en el circuito de festivales de cine internacionales. Fue nominada en doce ocasiones, ganando diez premios, incluyendo el Thailand National Film Association Award, el Festival Internacional de Cine de Toronto, el premio de los lectores de la revista LGBT alemana Siegessäule en Berlinale. También se mostró en el Festival Internacional de Cine de Pusan, el San Francisco Asian American Film Festival, el Miami Gay and Lesbian Film Festival, el Los Angeles Asian Pacific Film Festival, el Seattle International Film Festival y el San Francisco International Lesbian and Gay Film Festival.
En 2003, combinando una secuela y precuela, se estrenó una continuación titulada Satree lek 2. La película se basa en los mismos personajes de la primera explicando como se conocieron y como se reunieron con el objetivo de convertirse en un equipo de balonvolea.

## Argumento
La película transcurre en 1996 cuando un equipo real integrado prioritariamente por homosexuales compitió y ganó el campeonato nacional de balonvolea en Tailandia. Los dos personajes principales, Mon y Jung, son dos travestís que ha sido continuamente ignorados por entrenadores de balonvolea por su aspecto. Sin embargo, tras un cambio de entrenadores en el equipo local, el nuevo entrenador hace nuevas pruebas para evaluar a los que van a pertenecer al nuevo equipo. Cuando Mon y Jung son seleccionados la mayoría de los antiguos jugadores deciden abandonar el equipo y dejar al nuevo entrenador, Bee, en una situación comprometida.
Mon y Jung se ven obligados a pedir ayuda a sus amigos gais y transexuales, que solían jugar con ellos en la universidad. Estos jugadores incluyen a Wit, que no ha dicho a su prometida que es gay, Pia, una bailarina transexual, y Nong, un oficial del ejército gay. Cuando comienza la competición, todos los jugadores, con una única excepción, son gais o transexuales. Debido a su apariencia en la pista, los funcionarios deportivos intentan prohibir la participación del equipo en la competición. El equipo enseguida se gana el apodo de «Las chicas de acero», siendo el éxito entre el público deportivo lo que hace cambiar de opinión a los funcionarios y permitir que el equipo siga jugando. En los créditos finales de la película, se muestra a las auténticas «Las chicas de acero» con el aspecto que tenían cuando se hizo la película.

## Reparto
- Jesdaporn Pholdee como Chai.
- Sahaphap Tor como Mon.
- Chaicharn Nimpulsawasdi como Jung.
- Giorgio Maiocchi como Nong.
- Ekachai Buranapanit como Wit.
- Kokkorn Benjathikoon como Pia.
- Shiriohana Hongsopon como Entrenador Bee.
- Phomsit Sitthijamroenkhun como April.
- Sutthipong Sitthijamroenkhun como May.
- Anucha Chatkaew como June.